# Улица Литвинова-Лукина
Улица Литви́нова-Лукина́ — улица в Великом Новгороде. Находится на Софийской стороне, в историческом центре Новгорода. Проходит от Троицкой до Большой Власьевской улицы.

## История
Лукина улица впервые упоминается в 1194 году. Она была названа по несохранившейся церкви святого Луки, находившейся у её пересечения с Пробойной улицей. В XVI веке на Лукиной улице было около 60 дворов. Археологами были обнаружены мостовые улицы, также её трасса прослеживается по писцовой книге 1582—1583 гг. и планам XVIII века. После создания регулярного плана Новгорода в XVIII веке трасса улицы была спрямлена и несколько смещена, улица была названа Воздвиженской по церкви Воздвижения (ранее это название носила соседняя улица). В 1964 году переименована в честь Героя Советского Союза Владимира Григорьевича Литвинова, тогда же к ней был присоединён Воздвиженский переулок. Позднее бывшая трасса переулка была застроена, улица вновь сократилась. В 1991 году переименована в историческое название Лукина улица, с 1993 года используется двойное название улица Литвинова — Лукина улица, с 1999 года в форме улица Литвинова-Лукина.

## Здания и сооружения
Улица застроена частными домами. У пересечения с Троицкой улицей — памятник погибшим в 1941 году воинам 3-й танковой дивизии.